# Ingeborg Nordin Hennel
Anna Ingeborg Petronella Nordin Hennel, född Nordin den 28 maj 1934 i Tvååker i Halland, död 20 maj 2017 i Katarina distrikt i Stockholm, var en svensk litteraturvetare och professor i litteraturvetenskap. Hon blev filosofie doktor 1976 på en uppmärksammad avhandling om Olof Högberg. Därefter var hon under några år verksam vid Umeå universitet, innan hon knöts till Uppsala universitet, där hon blev professor. Hennes forskning rör bland annat äldre norrlandslitteratur, det så kallade moderna genombrottet, 1800-talets litteratur i genusperspektiv, teaterhistoria med fokus på skådespelarnas sociala villkor, svensk novellistik och äldre kvinnliga dramatiker. Hon deltog i det nationella projektet Teater i Sverige. 2008 belönades hon av Svenska Akademien med det stora Schückska priset för sin forskargärning.
I Tidskrift för Litteraturvetenskap (nr 2/2000) riktade hon källkritik mot Tiina Rosenbergs studie Byxbegär, vilket fick gensvar i de flesta svenska dagstidningar. 
År 2014 utkom Ingeborg Nordin Hennel med en stor författarbiografi över Alfhild Agrell. Samma år tilldelades hon Lotten von Kræmers pris av Samfundet De Nio.

## Skrifter (urval)
- 1976 – Den stora vreden: studier i Olof Högbergs prosaepos
- 1978 – Vreden: Olof Högberg och hans Norrlandsepos
- 1981 – Dömd och glömd: en studie i Alfhild Agrells liv och dikt
- 1984 – "Ämnar kanske fröken publicera något?": kvinnligt och manligt i 1880-talets novellistik
- 1997 – Mod och försakelse: livs- och yrkesbetingelser för Konglig Theaterns skådespelerskor 1813–1863
- 1998 – Makt och vanmakt: texter från ett genusteoretiskt seminarium (redaktör)
- 2007 – Räddad (efterskrift)

## Priser och utmärkelser
- 2008 – Schückska priset
- 2014 – Lotten von Kræmers pris